# Équipe de Malte de football
Cet article traite de l'équipe masculine. Pour l'équipe féminine, voir Équipe de Malte féminine de football.
Maillots
L'équipe de Malte de football est constituée par une sélection des meilleurs joueurs maltais sous l'égide de la Fédération de Malte de football.

## Histoire

### Les premiers matches (1957-1971)
Longtemps placé sous la dépendance de la Grande-Bretagne (jusqu’en 1964, date de son indépendance), Malte est logiquement une terre de football. Le football fut d'ailleurs introduit dans les îles maltaises par les militaires britanniques stationnés sur place. La Fédération de Malte de football a été fondée en 1900, et un championnat fut mis en place dès 1910. Il fallut cependant attendre 1957 pour que Malte disputât son premier match international : une courte défaite (2-3), face à l’Autriche. En 1958, les Maltais battirent une équipe danoise de championnat, par trois buts à rien, et en 1959, ils vainquirent chez eux la Tunisie (1-0). En 1959, Malte intégra la FIFA et en 1960 l’UEFA ce qui lui permit de disputer, en 1962, les éliminatoires de l’Euro 1964 (contre le Danemark, double défaite, 3-1 et 6-1). En 1971, Malte fit sa première apparition aux qualifications de la Coupe du monde (contre la Hongrie, l’Autriche et la Suède).

### Les années 1970: exploits maltais
Peu performants à l’extérieur, les Maltais sont beaucoup plus difficiles à accrocher à domicile. Ils battirent, chez eux, le Canada, en 1973, par deux buts à zéro, et surtout la Grèce, en 1975, sur le même score. Sous la conduite de l’entraîneur italien Terenzio Polverini, les années 1970 furent une période faste pour le football maltais, qui accrocha la Grèce, en 1970 (1-1), ainsi que l’Allemagne de l’Ouest (0-0), en 1979, et perdit d’un rien contre l’Angleterre en 1971, l’Allemagne de l’Ouest en 1974 et l’Allemagne de l’Est en 1977 (0-1).

### La décennie 1980: entre lourdes désillusions et surprenantes performances
En 1982, à domicile, Malte défit l’Islande, deux buts à un. Néanmoins, l’année suivante fut l'une des moins fastes pour la sélection. En effet, en 1983, Malte connut sa plus lourde défaite : chez eux, les Espagnols, pourtant difficilement vainqueurs des Maltais, 3-2, lors du match aller, écrasèrent les Maltais, 12 buts à 1. Défaite d’autant plus rude, que les Maltais étaient dans la tourmente, déjà lourdement battus au cours des précédents matches (tous disputés à l’extérieur) par la Libye (0-4), l’Irlande (0-8) et les Pays-Bas (0-5).

Toutefois, on put observer une légère amélioration au cours de cette même décennie 1980. En effet, l’année 1987 fut un grand millésime pour le football maltais, puisque les Chevaliers de Saint-Jean tinrent en échec le Portugal, à l’extérieur (2-2), et obtinrent chez eux un match nul contre la Suisse (1-1) ; ils s’inclinèrent ensuite sur la plus petite des marges (0-1) face au Portugal, non sans avoir auparavant, en amical, tenu les Israéliens en échec, en Israël (1-1). L’année 1988 démarra également sur les chapeaux de roue, puisque les Maltais vainquirent les Finlandais (2-0) et les Tunisiens (2-1), au cours du Tournoi de Malte, qu’ils terminèrent à la seconde place (devancé par l’équipe olympique de RDA, qui parvint péniblement à se défaire de Malte, 1-0).

### Les années 1990: premières lignes au palmarès et première victoire à l'extérieur
Le Tournoi de Malte fut l’occasion pour la sélection d’inscrire quelques lignes à son palmarès, vierge de toute participation aux grands évènements internationaux : en 1992, après avoir partagé les points avec l’équipe espoirs de Norvège (0-0), Malte défit l’Islande et la Lettonie, et s’empara de ce trophée, qu’elle remporta de nouveau en 2002 (devançant la Lituanie, la Jordanie et la Moldavie).

L’un des meilleurs résultats de la sélection maltaise date de 1993 : sous la direction de Pippo Psaila, les Maltais défirent l’Estonie, chez elle, grâce à un but de Kris Laferla, dans un match comptant pour les éliminatoires de la Coupe du monde (pour la première depuis qu'ils participaient à ces qualifications, les Maltais ne finirent pas dernier, mais avant-dernier, ce qui peut paraître anecdotique, mais ne l'est en rien pour les sélections les plus modestes). En 1995, Malte remporta ce qui fut pendant une dizaine d'années sa plus large victoire, contre l’Azerbaïdjan, qu’elle battit par cinq buts à zéro. Durant cette année, l’équipe s’offrit aussi le luxe de tenir en échec la République tchèque, lors des éliminatoires de l’Euro 1996, dont les Tchèques allaient finir finalistes.

### Depuis  2005: une équipe de plus en plus crainte à domicile
Depuis 2005, Malte fait de nouveau parler d’elle : toujours aussi difficile à manœuvrer chez eux, les Maltais ont tenu en échec (1-1) la Croatie et la Bulgarie, ainsi que l’Irlande du Nord. En 2006, les Maltais obtinrent une surprenant victoire (1-0) contre le Japon, lequel préparait alors la Coupe du monde. Le 11 octobre 2006, lors des éliminatoires pour l’Euro 2008, Malte parvint à triompher de la Hongrie, par deux buts à un, grâce à un doublé de son canonnier André Schembri. La Hongrie semble être l’équipe « fétiche » de Malte, puisque lors des éliminatoires de la Coupe du monde 1990, les Hongrois durent par deux fois partager les points (1-1 et 2-2) avec les Maltais. Le 7 février 2007, les Maltais, dans le cadre de la célébration du cinquantenaire de leur sélection, se dépassèrent et tinrent en échec l’Autriche, leur premier adversaire, un but partout. Le 8 septembre de la même année, la Turquie fut également obligée de se contenter du partage des points (2-2).

Les progrès significatifs accomplis ces dernières années par l’équipe maltaise furent récompensés par l’écrasante victoire obtenu face au Liechtenstein, dans l’antre du Ta’Qali, sur le score de 7-1. Michael Mifsud marqua à cinq reprises. Enfin, le 9 septembre 2009, Malte perdit de justesse contre la Suède, cette dernière ayant dû attendre la 83e minute pour ouvrir le score.
Le 11 août 2010, Malte arracha le nul à domicile contre l'ARY de Macédoine lors d'un match amical, grâce à un but de Michael Mifsud. En février de l'année suivante, ils tinrent en échec la Suisse, le gardien Justin Haber repoussant deux penalties. Toujours grâce à Mifsud, auteur de deux buts, Malte battit la modeste sélection centrafricaine, le 10 août 2011, à domicile.
Le 7 juin 2013, Malte remporte un match qualificatif pour la coupe du monde, ce qui n'étais plus arrivé depuis 20 ans, en Arménie grâce à un but de Mifsud à la huitième minute.

### Infrastructures
En 1979, les forces armées britanniques quittèrent le pays, et ce fut l’occasion pour la Fédération de récupérer les terrains de football qu'elles utilisaient ; en 1981, un nouveau stade national est inauguré, à Ta'Qali. Le football féminin et le futsal progressent et se diffusent. Une fédération du football de jeunes a été créée.

## Palmarès

### Classement FIFA
| Année              | 1993 | 1994 | 1995 | 1996 | 1997 | 1998 | 1999 | 2000 | 2001 | 2002 | 2003 | 2004 | 2005 | 2006 | 2007 | 2008 | 2009 | 2010 | 2011 | 2012 | 2013 | 2014 | 2015 | 2016 | 2017 | 2018 | 2019 | 2020 | 2021 | 2022 | 2023 | 2024 |
| ------------------ | ---- | ---- | ---- | ---- | ---- | ---- | ---- | ---- | ---- | ---- | ---- | ---- | ---- | ---- | ---- | ---- | ---- | ---- | ---- | ---- | ---- | ---- | ---- | ---- | ---- | ---- | ---- | ---- | ---- | ---- | ---- | ---- |
| Classement mondial | 83   | 78   | 90   | 122  | 133  | 130  | 116  | 119  | 131  | 122  | 129  | 134  | 118  | 119  | 136  | 147  | 146  | 164  | 156  | 146  | 132  | 147  | 162  | 183  | 184  | 182  | 184  | 176  | 175  | 167  | 172  | 168  |

### Parcours enCoupe du monde
La sélection maltaise ne prit pas part aux qualifications de 1930 à 1970.
| Année | Position     |      | Année         | Position |                       | Année | Position |
| 1930  | Non inscrite | 1974 | Non qualifiée | 2010     | Non qualifiée         |       |          |
| 1934  | Non inscrite | 1978 | Non qualifiée | 2014     | Non qualifiée         |       |          |
| 1938  | Non inscrite | 1982 | Non qualifiée | 2018     | Non qualifiée         |       |          |
| 1950  | Non inscrite | 1986 | Non qualifiée | 2022     | Non qualifiée         |       |          |
| 1954  | Non inscrite | 1990 | Non qualifiée | 2026     | Éliminatoire en cours |       |          |
| 1958  | Non inscrite | 1994 | Non qualifiée | 2030     | À venir               |       |          |
| 1962  | Non inscrite | 1998 | Non qualifiée | 2034     | À venir               |       |          |
| 1966  | Non inscrite | 2002 | Non qualifiée |          |                       |       |          |
| 1970  | Non inscrite | 2006 | Non qualifiée |          |                       |       |          |

| Année | Parcours              | Place en poule éliminatoire | Pts | J  | G | N | P  | BP | BC | Dif. |
| 1974  | Tour préliminaire     | 4e sur 4                    | 0   | 6  | 0 | 0 | 6  | 1  | 20 | -19  |
| 1978  | Tour préliminaire     | 4e sur 4                    | 0   | 6  | 0 | 0 | 6  | 0  | 27 | -27  |
| 1982  | Tour préliminaire     | 3e sur 3                    | 0   | 4  | 0 | 0 | 4  | 2  | 15 | -13  |
| 1986  | Tour préliminaire     | 5e sur 5                    | 1   | 8  | 0 | 1 | 7  | 6  | 25 | -19  |
| 1990  | Tour préliminaire     | 5e sur 5                    | 1   | 8  | 0 | 2 | 6  | 3  | 18 | -15  |
| 1994  | Tour préliminaire     | 5e sur 6                    | 3   | 10 | 1 | 1 | 8  | 3  | 23 | -20  |
| 1998  | Tour préliminaire     | 6e sur 6                    | 0   | 10 | 0 | 0 | 10 | 2  | 37 | -35  |
| 2002  | Tour préliminaire     | 6e sur 6                    | 1   | 10 | 0 | 1 | 9  | 4  | 24 | -20  |
| 2006  | Tour préliminaire     | 6e sur 6                    | 3   | 10 | 0 | 3 | 7  | 4  | 32 | -28  |
| 2010  | Tour préliminaire     | 6e sur 6                    | 1   | 10 | 0 | 1 | 9  | 0  | 26 | -26  |
| 2014  | Tour préliminaire     | 6e sur 6                    | 3   | 10 | 1 | 0 | 9  | 5  | 28 | -23  |
| 2018  | Tour préliminaire     | 6e sur 6                    | 1   | 10 | 0 | 1 | 9  | 3  | 25 | -22  |
| 2022  | Tour préliminaire     | 6e sur 6                    | 5   | 10 | 1 | 2 | 7  | 9  | 30 | -21  |
| 2026  | Éliminatoire en cours | 5e sur 5                    | 1   | 4  | 0 | 1 | 3  | 0  | 11 | -11  |

En gras : meilleures performances de l'équipe de Malte.

### Parcours enChampionnat d'Europe
| Année | Position      |      | Année         | Position |               | Année | Position |
| 1960  | Non inscrite  | 1988 | Non qualifiée | 2016     | Non qualifiée |       |          |
| 1964  | Non qualifiée | 1992 | Non qualifiée | 2020     | Non qualifiée |       |          |
| 1968  | Non inscrite  | 1996 | Non qualifiée | 2024     | Non qualifiée |       |          |
| 1972  | Non qualifiée | 2000 | Non qualifiée | 2028     | À venir       |       |          |
| 1976  | Non qualifiée | 2004 | Non qualifiée | 2032     | À venir       |       |          |
| 1980  | Non qualifiée | 2008 | Non qualifiée |          |               |       |          |
| 1984  | Non qualifiée | 2012 | Non qualifiée |          |               |       |          |

### Parcours enLigue des nations
| Édition   | Ligue | Phase de Groupe | Phase de Groupe | Phase de Groupe | Phase de Groupe | Phase de Groupe | Phase de Groupe | Phase de Groupe | Phase finale | Phase finale | Phase finale | Phase finale | Phase finale | Phase finale | Phase finale | Phase finale |
| Édition   | Ligue | Class.          | M               | V               | N               | D               | bp              | bc              | Pays hôte    | Résultat     | M            | V            | N            | D            | bp           | bc           |
| --------- | ----- | --------------- | --------------- | --------------- | --------------- | --------------- | --------------- | --------------- | ------------ | ------------ | ------------ | ------------ | ------------ | ------------ | ------------ | ------------ |
| 2018-2019 | D     | 4/4             | 6               | 0               | 3               | 3               | 5               | 14              | 2019         | Inéligible   | Inéligible   | Inéligible   | Inéligible   | Inéligible   | Inéligible   | Inéligible   |
| 2020-2021 | D     | 2/4             | 6               | 2               | 3               | 1               | 8               | 6               | 2021         | Inéligible   | Inéligible   | Inéligible   | Inéligible   | Inéligible   | Inéligible   | Inéligible   |
| 2022-2023 | D     | 2/3             | 4               | 2               | 0               | 2               | 5               | 4               | 2023         | Inéligible   | Inéligible   | Inéligible   | Inéligible   | Inéligible   | Inéligible   | Inéligible   |
| 2024-2025 | D     | 2/3             | 4               | 2               | 1               | 1               | 2               | 2               | 2025         | Inéligible   | Inéligible   | Inéligible   | Inéligible   | Inéligible   | Inéligible   | Inéligible   |
| Total     | Total | Total           | 20              | 6               | 7               | 7               | 20              | 26              | Total        | Total        | 0            | 0            | 0            | 0            | 0            | 0            |

### Trophée divers
- Tournoi international de Malte (1992 et 2002).

## Sélection actuelle

### Principaux joueurs d'hier et d'aujourd'hui

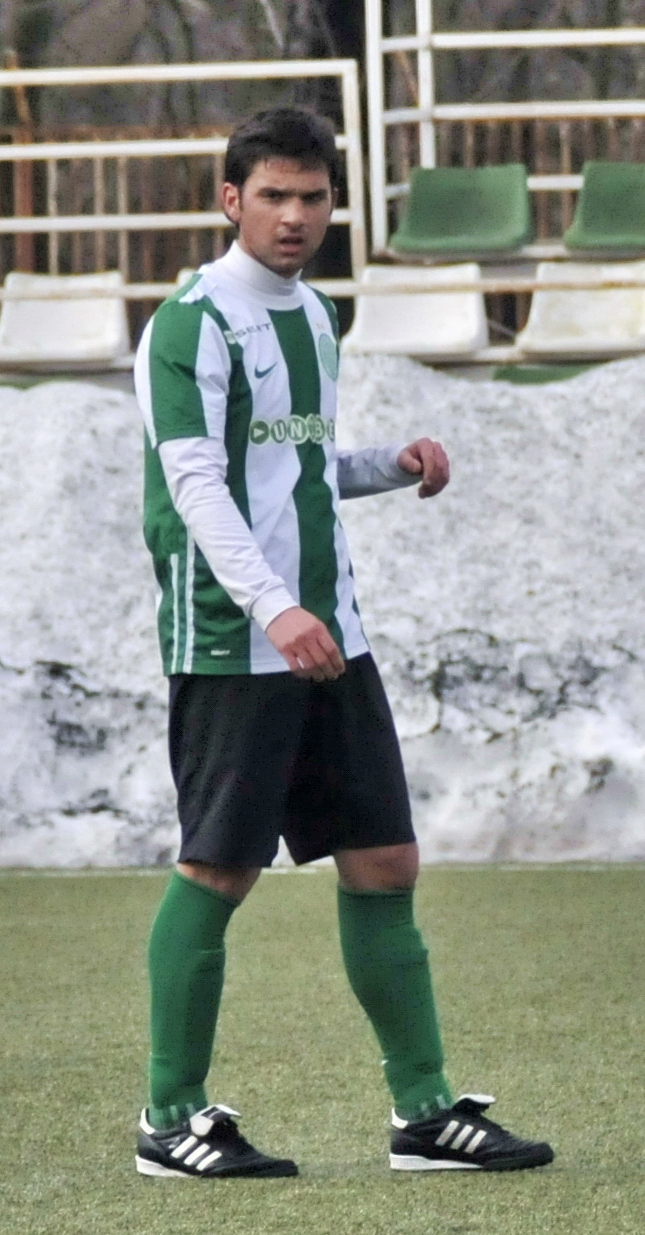
André Schembri, attaquant maltais du Ferencváros.

Avec David Carabott, défenseur et joueur de le plus capé de l’histoire du football maltais (121 sélections entre 1987 et 2005), l’un des joueurs emblématiques de la sélection est sans doute le multicapé (113 sélections) Carmel Busuttil, longtemps meilleur buteur de la sélection (23 buts dont 6 en une seule saison, ce qui constitue une performance dans une équipe qui d'ordinaire marque peu et défend beaucoup), et qui fit les beaux jours du RC Genk dans les années 1990.

La relève a été prise par Michael Mifsud, actuel meilleur buteur de la sélection (42 buts), qui a évolué à Kaiserslautern, Lillestrom et Coventry City. On peut également citer comme joueur de relative renommée l’attaquant André Schembri, ancien joueur du FC Carl Zeiss Iéna, de l’SK Austria Kärnten, et qui évolue maintenant au Ferencváros TC, en compagnie de son compatriote Justin Haber, qui joua à l'US Quevilly et à Sheffield United. L’attaquant, né en Libye de parents serbes, Daniel Bogdanovic, attaquant de Sheffield United (ancien joueur du Vasas SC, de l’Atletico Roma, du Lokomotiv Sofia et de Barnsley), anime l’attaque, et la défense a été renforcée par l’arrivée d’Andrei Agius, ancien joueur de Messine, et qui évolue désormais en division inférieure italienne (Cassino Calcio puis Melfi, en Série C2). Son homonyme, Gilbert Agius, présent en équipe nationale depuis 1993, un autre expatrié du football maltais, puisqu’il fut prêté à Pise lors de la saison 2000-2001, est un vétéran respecté de cette sélection.

Enfin, si certains joueurs maltais quittent leur île pour jouer à l'étranger (tel Udochukwu Nwoko, qui s'exila à Leixões SC, avant d'atterrir en Chine, à Chengdu Blades, puis en Iran, à PAS Hamedan), la Fédération n’hésite pas emprunter le chemin, et à rechercher à l'extérieur des joueurs doués de quelque talent et d’origine maltaise, afin de les faire jouer dans son équipe nationale. Ainsi, récemment, les Australiens Emmanuel "Manny" Muscat, du Wellington Phoenix FC, et John Hutchinson, du Central Coast Mariners, ont fait leur apparition au sein de la sélection maltaise.

### Records individuels

#### Les joueurs maltais les plus capés
| N° | Nom               | Période d’activité | Sélections | Buts |
| -- | ----------------- | ------------------ | ---------- | ---- |
| 1  | Michael Mifsud    | 2000-2020          | 143        | 42   |
| 2  | David Carabott    | 1987-2005          | 122        | 12   |
| 3  | Gilbert Agius     | 1993-2009          | 121        | 8    |
| 4  | Carmel Busuttil   | 1982-2001          | 111        | 23   |
| 5  | Joe Brincat       | 1988-2004          | 103        | 6    |
| 6  | John Buttigieg    | 1984-2000          | 95         | 1    |
| 7  | Brian Said        | 1996-2009          | 91         | 5    |
| 8  | Silvio Vella      | 1988-2000          | 90         | 1    |
| 9  | Luke Dimech       | 1999-2013          | 78         | 1    |
| 10 | Michael Degiorgio | 1981-1992          | 74         | 4    |

#### Les meilleurs buteurs maltais
| N° | Nom              | Période d’activité | Buts | Sélection |
| -- | ---------------- | ------------------ | ---- | --------- |
| 1  | Michael Mifsud   | 2000-2020          | 42   | 143       |
| 2  | Carmel Busuttil  | 1982-2001          | 23   | 111       |
| 3  | David Carabott   | 1987-2005          | 12   | 122       |
| 4  | Gilbert Agius    | 1993-2008          | 8    | 119       |
| =  | Hubert Suda      | 1988-2003          | 8    | 70        |
| 6  | Kristian Laferla | 1986-1998          | 6    | 65        |
| =  | Raymond Xuereb   | 1971-1985          | 6    | 43        |
| =  | Joe Brincat      | 1988-2004          | 6    | 103       |
| 9  | George Mallia    | 1999-2009          | 5    | 65        |
| =  | Brian Said       | 1996-2009          | 5    | 91        |

- Les joueurs dont le nom apparait en gras sont encore en activité.

## Sélectionneurs
Les sélectionneurs en italique ont assuré l'intérim. 
Mis à jour le 19 juin 2025.
| Sélectionneur       | Période   | Matchs | Gagnés | Nuls | Perdus | Gagnés % |
| ------------------- | --------- | ------ | ------ | ---- | ------ | -------- |
| Joe A. Griffiths    | 1957-1961 | 6      | 2      | 2    | 2      | 33,33    |
| Carm Borg           | 1961-1964 | 9      | 0      | 2    | 7      | 0        |
| Janos Bedl          | 1966      | 2      | 2      | 0    | 0      | 100      |
| Tony Formosa        | 1966      | 10     | 1      | 1    | 8      | 10       |
| Joe Attard          | 1969      | 1      | 0      | 0    | 1      | 0        |
| Saviour Cuschieri   | 1970      | 1      | 0      | 1    | 0      | 0        |
| Victor Scerri       | 1973      | 2      | 1      | 0    | 1      | 50       |
| Terrenzio Polverini | 1974-1976 | 9      | 1      | 2    | 6      | 11,1     |
| John Calleja        | 1976-1978 | 11     | 2      | 1    | 8      | 18,2     |
| Victor Scerri       | 1978-1983 | 26     | 3      | 3    | 20     | 11,5     |
| Guentcho Dobrev     | 1984-1987 | 21     | 1      | 4    | 16     | 4,8      |
| Horst Heese         | 1988-1991 | 36     | 3      | 8    | 25     | 8,3      |
| Pippo Psaila        | 1991-1993 | 17     | 5      | 4    | 8      | 29,4     |
| Pietro Ghedin       | 1993-1995 | 24     | 4      | 5    | 15     | 16,7     |
| Robert Gatt         | 1996      | 3      | 0      | 1    | 2      | 0        |
| Milorad Kosanović   | 1996-1997 | 15     | 0      | 2    | 13     | 0        |
| Josif Ilić          | 1997-2001 | 41     | 5      | 4    | 32     | 12,2     |
| Sigfried Held       | 2001-2003 | 21     | 4      | 5    | 12     | 19       |
| Horst Heese         | 2004-2005 | 15     | 1      | 2    | 12     | 6,7      |
| Dušan Fitzel        | 2006-2009 | 34     | 3      | 4    | 27     | 8,8      |
| John Buttigieg      | 2009-2011 | 21     | 2      | 3    | 16     | 9,5      |
| Robert Gatt         | 2012      | 1      | 1      | 0    | 0      | 100      |
| Pietro Ghedin       | 2012-2017 | 48     | 7      | 6    | 35     | 14,6     |
| Tom Saintfiet       | 2017-2018 | 3      | 0      | 0    | 3      | 0        |
| Ray Farrugia        | 2018-2019 | 18     | 1      | 4    | 13     | 5,6      |
| Devis Mangia        | 2019-2022 | 26     | 9      | 5    | 12     | 34,6     |
| Gilbert Agius       | 2022      | 2      | 0      | 1    | 1      | 0        |
| Michele Marcolini   | 2023-2024 | 16     | 3      | 2    | 11     | 18,75    |
| Davide Mazzotta     | 2024-2025 | 3      | 2      | 1    | 0      | 66,67    |
| Emilio De Leo       | 2025-     | 4      | 0      | 1    | 3      | 0        |